# Sărățeni (okręg Jałomica)
Sărățeni – wieś w Rumunii, w okręgu Jałomica, w gminie Sărățeni. W 2011 roku liczyła 1290 mieszkańców.